# Phoberia atomaris
Phoberia atomaris är en fjärilsart som beskrevs av Jacob Hübner 1818. Phoberia atomaris ingår i släktet Phoberia och familjen nattflyn. Inga underarter finns listade i Catalogue of Life.